# 马克斯皇帝级铁甲舰 (1862年)
马克斯皇帝级铁甲舰（德語：Kaiser Max-klasse）是19世纪60年代为奥匈帝国海军建造的一批同型船旁列炮铁甲舰。本舰级首舰为“马克斯皇帝”号，另有两艘姊妹舰“欧根亲王”号和“奥地利的胡安”号。本舰级是前级德拉赫级的改进版，舰体体积更大，能携带更大型的炮组，并安装有更强大的引擎。这三艘军舰都是在1861年开建，1862年下水，并在1863年完工。
1864年，“奥地利的胡安”号参加了普丹战争，但没有加入实际的战斗。两年后，奥地利在七周战争中遭到普鲁士和意大利的攻击。其中在1866年7月爆发的利萨海战，三艘军舰都参加了战斗。战后，本级三舰都接受了现代化改造，但没有再编入现役。到了1873年，由于状况不佳，奥匈帝国海军决定废弃这些舰只。但是由于议会拒绝拨款建造替代品，时任海军指挥官弗里德里希·冯·波克请求允许“重建”三艘马克斯皇帝级，并最终获批。在实际运作中，这三艘老舰被拆毁，只有发动机、装甲板和其他一些设备被用在新舰的建造中。

## 设计
随着1859年法国“光荣”号铁甲舰下水，奥地利也开始了一项大型的铁甲舰建造计划。该计划由奥地利皇帝弗朗茨·约瑟夫一世的兄弟，海军司令费迪南·马克西米连大公指挥，始于1861年两艘德拉赫级铁甲舰。在两艘德拉赫级下水后，又另外订购了三艘铁甲舰，即为本舰级。这三艘都是由海军造舰总监约瑟·冯·洛马柯在德拉赫级的基础上设计。比起前级，本舰级在设计上有所放大，并安装了更强大的引擎和更多数量的火炮。

### 常规特性和轮机
马克斯皇帝级舰体的垂标间距为70.78（232英尺3英寸），舷宽10米（32英尺10英寸），平均吃水6.32米（20英尺9英寸），排水量为3,588長噸（3,646公噸）。木制的舰体在实际使用中被证明十分容易使得船头进水，因此不得不在1867年对舰首进行重建。舰首最初都有一个舰首像，在重建过程中也被拆除。本级舰的稳定性较差，复原性很差，耐波性耐波性也很差。一般舰上配备有386名舰员。
本舰级的推进系统包括一台单胀双缸水平蒸汽机驱动一具单螺旋桨。舰载的燃煤锅炉的数量和类型没有留下记载，锅炉废气集中从一根位于舰体中部的烟囱中排出。发动机的额定在1,900匹指示馬力（1,400千瓦特）的设计功率下速度为11節（20每小時；13英里每小時）。在海试中，“马克斯皇帝”号略微超设计功率，达到1,926匹指示馬力（1,436千瓦特）和11.4節（21.1每小時；13.1英里每小時）的航速。“奥地利的胡安”号的测试航速只有9節（17每小時；10英里每小時）。虽然可以使用蒸汽机动力，但本级舰依然是装备有三根桅杆的混合动力纵帆船。

### 武器和装甲
马克斯皇帝级属于船旁列炮铁甲舰。“马克斯皇帝”号和“欧根亲王”号装备了16门48磅前膛炮，而“奥地利的胡安”号则装备了14门。这些船只还装载了瓦伦道夫公司生产的15门24磅15（5.9英寸）口径前膛炮。此外还装备有两门较小的炮，一门12磅，另一门6磅。1867年，三舰被换装12门阿姆斯特朗制造的7英寸（180）口径前膛炮和两门3英寸（76）炮。舰体被110（4.3英寸）厚的熟铁装甲包覆。

## 舰只
| 舰名                        | 建造者                         | 开建       | 下水          | 完工      |
| --------------------------- | ------------------------------ | ---------- | ------------- | --------- |
| “马克斯皇帝”号    | 的里雅斯特港第里雅斯特技术工厂 | 1861年10月 | 1862年3月14日 | 1863年    |
| “欧根亲王”号      | 的里雅斯特港第里雅斯特技术工厂 | 1861年10月 | 1862年7月26日 | 1863年    |
| “奥地利的胡安”号  | 的里雅斯特港第里雅斯特技术工厂 | 1861年10月 | 1862年6月14日 | 1863年3月 |

## 服役历史

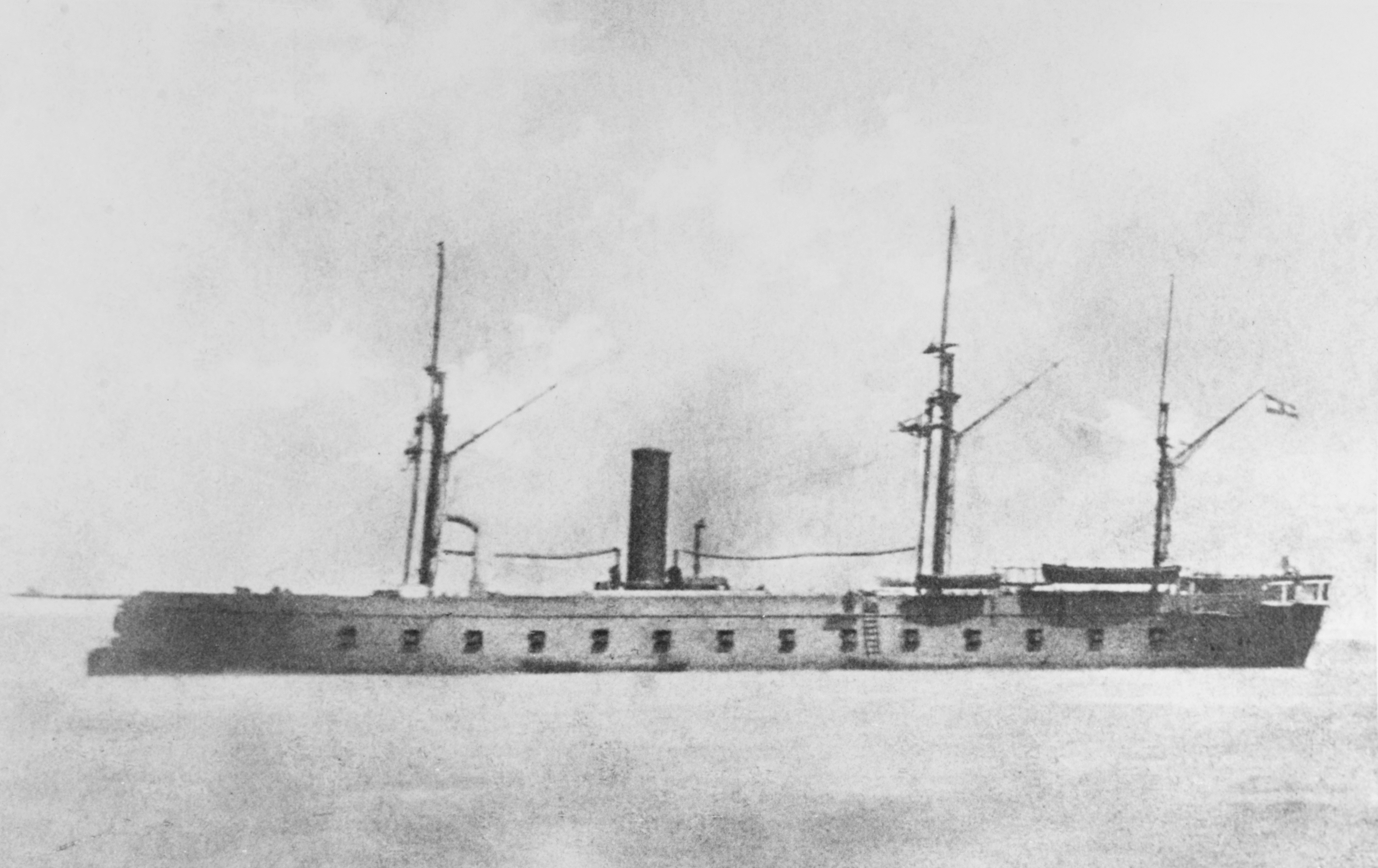
“马克斯皇帝”号，约1866年

在1864年的普丹战争中，“奥地利的胡安”号与“皇帝”号以及另外两艘军舰一起被部署在北海，很晚才赶到战场，因而错过了战斗。而此时的奥地利指挥官威廉·冯·特格特霍夫已经在赫尔戈兰海战中对丹麦舰队造成了战略上的失利。这三艘军舰在两年后奥地利与普鲁士-意大利联盟的七周战争中都参加了战斗。这次战争中的海上战斗在1866年7月的利萨海战中达到高潮。三舰都参与了这次海战，但都没有受到严重损坏，也没有对意大利舰只造成较大的威胁。战争结束后，这些舰只被解除了武装并被搁置。
1867年，三舰被拖进干船坞进行操作修正，并安装新的膛线炮。然而工程结束后，这三舰并未回到现役。由于匈牙利对海军事务不感兴趣（奥地利帝国在战后被二元君主制的奥匈帝国取代) ，海军预算大幅减少，使奥匈帝国舰队无法采取积极的政策。1870年代早期，由于舰体腐烂严重，时任海军指挥官弗里德里希·冯·波克提议对这些船只进行“重建”。而实际上这几艘舰只在1873年被从海军除籍并被拆解。然而波克利用这一契机使用拨款重新建造了三艘军舰，仍旧分别命名为“马克斯皇帝”号、“奥地利的胡安”号和“欧根亲王”号。老的三艘马克斯皇帝级舰上部分部件被拆下继续用在新造舰上以节省造舰成本，其中就有蒸汽机、装甲板以及其他一些设备。

## 脚注

### 引文
1. 1 2 3 4 5 6 7 8 9 10 11 12 13  Sieche & Bilzer，第268頁.
2. 1 2 3 4  张恩东 2018，第252頁.
3. ↑  陈悦 2015，第234頁.
4. ↑  李昊 2020，第15頁.
5. ↑  郭威 2007，第205頁.
6. ↑  刘萌 2020，第105頁.
7. ↑  郭威 2007，第279頁.
8. ↑  Pawlik，第6頁.
9. ↑  Sondhaus，第6–7頁.
10. ↑  郭威 2007，第246頁.
11. ↑  Sieche & Bilzer，第267–268頁.
12. ↑  王瑞晴 2006，第453頁.
13. ↑  上海交通大学 1991，第707頁.
14. 1 2  Scheltema de Heere，第19頁.
15. ↑  郭威 2007，第122頁.
16. ↑  郭威 2007，第204頁.
17. ↑  朱鸿飞 2016，第58頁.
18. ↑  布鲁斯·泰勒 2021，第265頁.
19. ↑  李澍泖 1981，第515頁.
20. ↑  Greene & Massignani，第210–211頁.
21. ↑  Sondhaus，第8頁.
22. ↑  Sondhaus，第10頁.
23. ↑  Sieche & Bilzer，第267頁.
24. ↑  Sondhaus，第40–41頁.
25. 1 2 3  张恩东 2018，第258頁.
26. ↑  Sieche & Bilzer，第268, 270頁.
27. ↑  Sondhaus，第45–46頁.

## 期刊来源
- Scheltema de Heere, R. F. Fisher, Edward C. , 编. . Warship International (Toledo: Naval Records Club, Inc.). 1973, X (1): 11–97. ISSN 0043-0374.